# Брестово (област Благоевград)
Вижте пояснителната страница за други значения на Брестово.
Брѐстово е село в Югозападна България. То се намира в община Симитли, област Благоевград.

## Население

### Етнически състав
Преброяване на населението през 2011 г.
Численост и дял на етническите групи според преброяването на населението през 2011 г.:
|                     | Численост |
| Общо                | 25        |
| Българи             | 25        |
| Турци               | -         |
| Цигани              | -         |
| Други               | -         |
| Не се самоопределят | -         |
| Неотговорили        | -         |

## География
Село Брестово се намира в Малешевската планина. Край селото е разположен Тросковският манастир „Свети Архангел Михаил“, а в близост до него е скалният феномен Коматински скали.
През 2024 година е осветен параклис в чест на Йоан Рилски - храмът се намира на Коматинските скали.